# Публий Семпроний Соф (консул 268 пр.н.е.)
Вижте пояснителната страница за други личности с името Публий Семпроний Соф.
Вижте пояснителната страница за други личности с името Публий Семпроний.
Публий Семпроний Соф (на латински: Publius Sempronius Sophus) e политик на Римската република през 3 век пр.н.е.
Той е син на Публий Семпроний Соф (консул 304 пр.н.е.).
През 268 пр.н.е. Соф е консул с Апий Клавдий Рус. Те воюват и побеждават пицените, които въстанали предишната година. За победата те получават триумф. Тази година се основават римските колонии в Ариминум и Беневентум.
През 252 пр.н.е. е цензор с колега Маний Валерий Максим Корвин Месала. Те изгонват 16 сенатори от сената. Освен зова вземат обратно държавните коне на 400 конници, поради неспазване на военните заповеди в Сицилия и ги деградират в класата на ерариерите (Aerarium). Соф е строг и с жена си и я наказва с изгонване, понеже без негово знание посетила погребение и гледала даваните там игри.